# Duivelsbroodrussula
De duivelsbroodrussula of paarse peperrussula (Russula sardonia; synoniemen: Russula drimeia, Russula chrysodacryon en Russula emeticiformis) is een vrij algemeen voorkomende paddenstoel uit de familie Russulaceae. De duivelsbroodrussula groeit meestal onder dennenbomen op zure zanderige bodem

## Beschrijving

### Uiterlijke kenmerken
Hoed
De hoed is paarsrood tot bruin met een rood-roze rand, die in het midden een deuk kan vertonen naarmate de paddenstoel groeit (jongere exemplaren bezitten een duidelijk bolle hoed). Soms heeft de paddenstoel een platte umbo (bult). De hoed kan een diameter van 10 centimeter bereiken. De hoedhuid is aanvankelijk plakkerig en voelt droog en vettig aan.
Steel
De steel is soms wit, maar vaker met paarsrode tinten en berijpt. De lengte is 5 tot 8 centimeter en de dikte is 1 tot 2 cm. De steel is glad en zeer stevig, en wordt bij het ouder worden sponsachtig.
Lamellen
De lamellen zijn aanvankelijk citroengeel, later licht okergeel. Ze zijn smal, 4 tot 7 mm hoog, staan meestal vrij dicht bij elkaar en zijn vaak gevorkt. Ze verkleuren paars wanneer er een oplossing van ammoniak op wordt gedruppeld. Dit is een zeer nauwkeurige identificatietest voor deze paddenstoel. Bij vochtig weer scheiden de lamellen vaak waterdruppels af. 
Geur
De geur is fruitig.
Sporenprint
De sporenprint is donker crème  (IIc-d volgens Romagnesi).

### Microscopische kenmerken
De sporen zijn wit tot beige van kleur, rond tot breed elliptisch en meten 7-9 µm in lengte en 6-8 µm in breedte. De kortgesteelde tot stompkegelvormige wratten op het oppervlak worden tot 0,5 µm hoog en zijn met elkaar verbonden door richels of fijne lijnen, die een zwak ontwikkeld netwerk vormen. De basidia, die 38-52 µm lang en 10-11 µm breed zijn, hebben een knotsvormige tot buikige structuur en dragen elk vier sterigmata.
De cheilocystidia, met afmetingen van 38-100 µm lang en 6-11 µm breed, zijn meestal spoelvormig en hebben aan het uiteinde een aanhangsel, wat betekent dat ze een kleine uitstulping hebben. De pleurocystidia, die variëren van 55-130 µm in lengte en 7-12 µm in breedte, zien er vergelijkbaar uit. Alle cystidia zijn ongesegmenteerd en talrijk aanwezig. Ze kleuren grijszwart met sulfobenzaldehyde en reageren ook sterk met sulfovanilline.
De hoedhuid bestaat uit cilindrische tot enigszins knotsvormige, soms golvende, haarachtige hyfen met een breedte van 2,5-4 µm. De hyfewanden zijn zwak geleiachtig. Tussen de hyfen zijn cilindrische, soms gesegmenteerde en aan de bovenkant ingesnoerde pileocystidia aanwezig. Deze zijn 3-5 µm breed en kleuren, net als de cystidia op de lamellen, grijszwart met sulfobenzaldehyde.

## Eetbaarheid
Het compacte vlees is wit en veroorzaakt een branderig gevoel op de tong. Daarom is de duivelsbroodrussula niet eetbaar. Naarmate de paddenstoel ouder wordt kan het vlees lichtgeel verkleuren.

## Verspreiding

Europese verspreiding

De soort komt van september tot november voor in vrijwel geheel Europa, met uitzondering van Oost-Europa. De paddenstoel wordt niet aangetroffen in Noord-Amerika.